# Генрих IV (император Священной Римской империи)
Генрих IV Салий (нем. Heinrich IV; 11 ноября 1050, Гослар, Германия — 7 августа 1106, Льеж, Бельгия) — германский король, император Священной Римской империи, представитель Салической династии.
Пытаясь, подобно своим предкам, установить безраздельную власть над всей империей, он первым из императоров вступил с папством в борьбу за инвеституру, по итогам которой не смог одержать в ней победу (унижение в Каноссе). С огромным трудом справившись с многочисленными мятежами, Генрих IV был отстранён от власти своим собственным сыном. Он умер, проклинаемый и клириками, и вассалами: первыми — как человек, бросивший вызов представителю Бога на земле, вторыми — как правитель, покусившийся на права и привилегии своих подданных.

## Биография

### Рождение, ранние годы

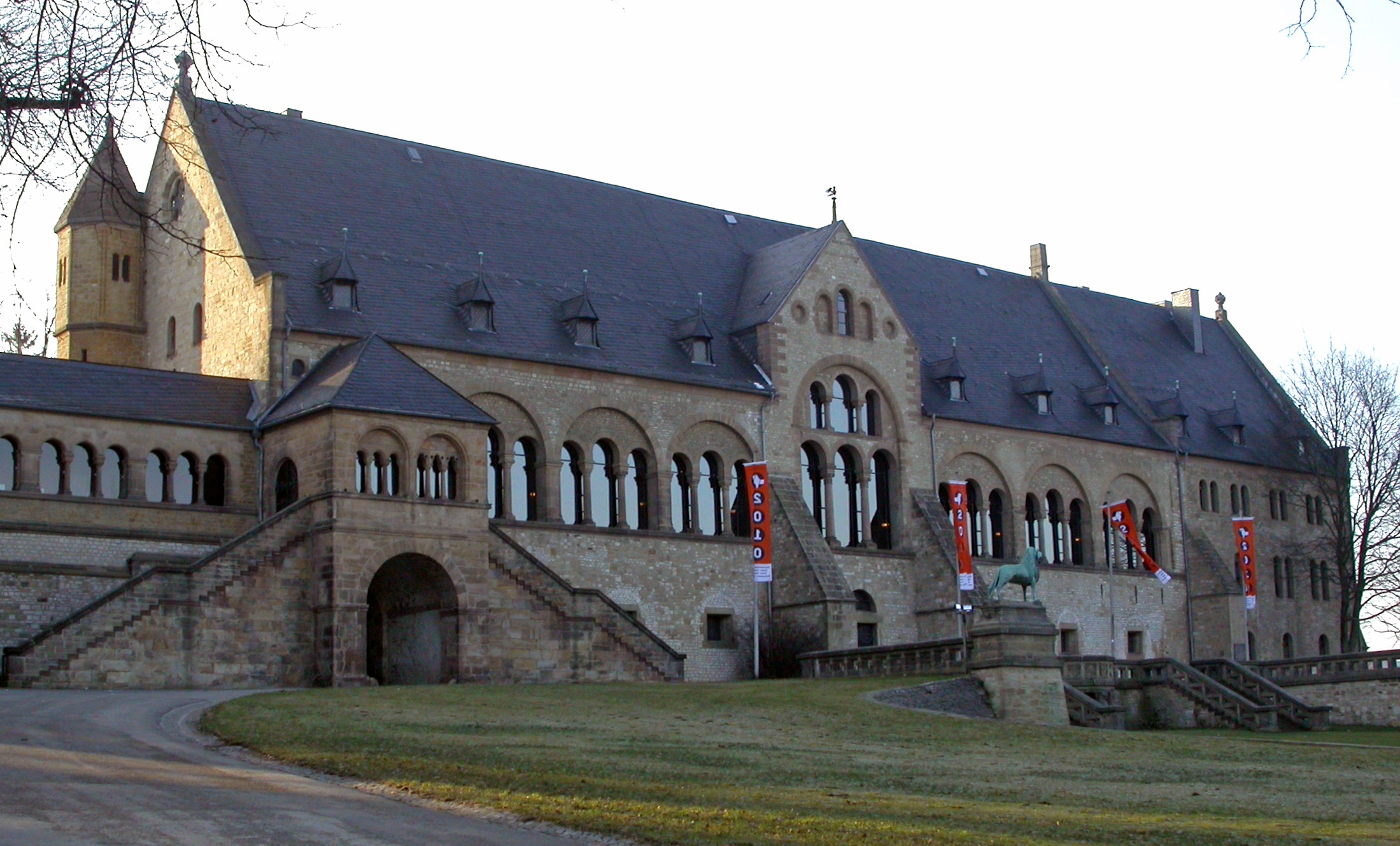
Место рождения Генриха IV

Генрих родился в императорском дворце в Госларе. Его родители, император Генрих III и Агнесса де Пуатье, уже воспитывали трёх дочерей и страстно желали мальчика. Генриху III исполнилось 33 года, когда, наконец, супруга родила ему долгожданного наследника трона. Новорождённый получил имя Конрад — в честь своего деда, Конрада II. Однако под влиянием друга и советника императорской семьи аббата Клюни Гуго, мальчика назвали Генрихом. Крещение состоялось на Пасху 1051 года в Кёльне. Крестным отцом будущего императора выступил все тот же Гуго, активный сторонник Клюнийской реформы, которую поддерживал и Генрих III. Имя же Конрад досталось младшему брату новорожденного, будущему герцогу Баварии, родившемуся двумя годами позже.
Ещё до крещения, на Рождество 1050 года, Генрих III потребовал от подданных дать присягу будущему императору. Спустя три года, в ноябре 1053 года, трёхлетний Генрих был избран королём на сейме в Требуре. Присутствующие на сейме князья сделали, впрочем, оговорку: служить новому императору они были готовы лишь в том случае, если он покажет себя истинным правителем.
Спустя месяц Генрих IV был пожалован герцогством Баварским, которое принадлежало ему всего полгода: 17 июля 1054 года архиепископ Германн торжественно возложил на него королевскую корону в Ахене, а Бавария отошла его младшему брату Конраду.
На Рождество 1055 года пятилетний Генрих был обручен в Цюрихе с Бертой из Турина. Связав своего сына узами брака с Каносской династией, Генрих III попытался таким образом создать политический противовес в борьбе со своим соперником Готфридом Бородатым.
Незадолго до своей смерти (5 октября 1056) Генрих III заставил имперских князей ещё раз присягнуть своему сыну и, уже находясь на смертном ложе, передал его под защиту папы римского Виктора II. Благодаря Виктору II, власть беспрепятственно перешла к юному королю и его матери Агнессе: Папа смог устроить примирение императорской семьи с Готфридом Бородатым, вновь короновал маленького Генриха IV в Ахене и позаботился о том, чтобы и южнонемецкие князья присягнули Генриху на верность. В феврале 1057 года Виктор вернулся в Италию, где вскоре умер.
Однако все предосторожности, предпринятые Генрихом III и Виктором II, не гарантировали юному Генриху безоблачного правления.

### Государственный переворот (апрель 1062 года)

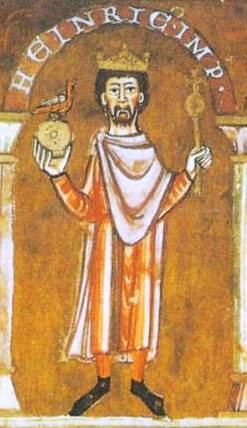
Генрих IV (изображение из Национальной библиотеки Франции)

Формальная власть в период с 1056 до 1061 год находилась в руках матери Генриха IV, Агнессы из Пуатье, — женщины, не обладающей даром правления и быстро упустившей основные рычаги влияния. Так, в 1060 году она не смогла обратить в свою пользу борьбу за венгерский трон, а выбор папы Александра II и антипапы Гонория II привел к очередному расколу и противостоянию между Престолом Святого Петра и Священной Римской империей. Агнесса легко раздавала ленные владения немецким князьям: Рудольф Райнфельденский получил герцогство Швабское и право управлять Бургундией, Оттон Нортхеймский — герцогство Баварское, Бертольд I — герцогство Каринтийское. Позднее, когда уже совершеннолетний Генрих IV попытается восстановить свой контроль над этими утраченными его матерью владениями, эти герцоги станут врагами императора.

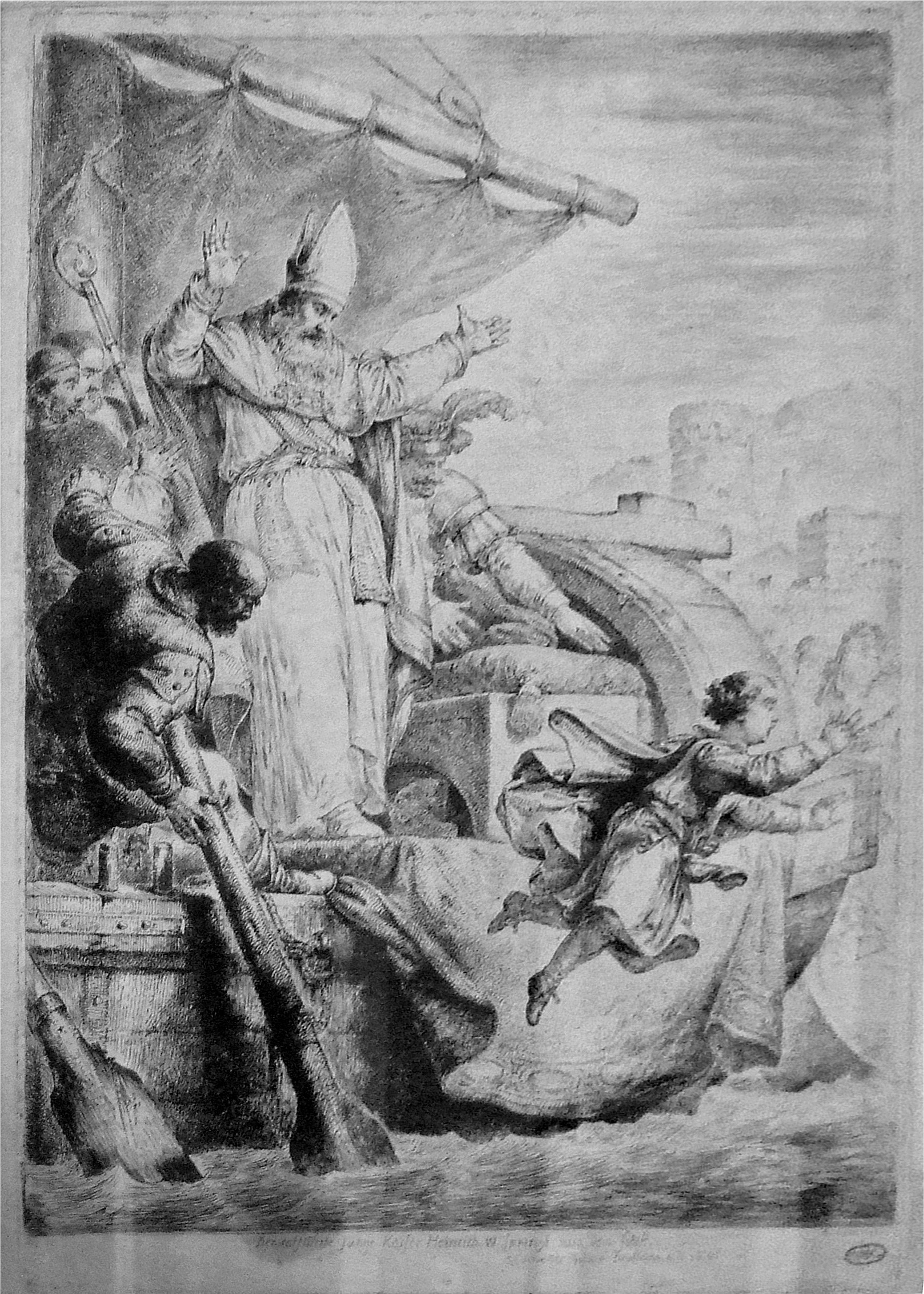
Генрих IV бросается в реку, спасаясь от архиепископа Анно

В 1061 году мать Генриха удалилась от обременительных для неё государственных дел в монастырь, однако пострижения принимать не стала. Бразды правления решительно взял в свои руки архиепископ Кёльна Анно II, причём его решительность выразилась в похищении молодого короля. В апреле 1062 года Генрих вместе с матерью остановились во дворце в городке Кайзерсверт (сегодня — один из районов Дюссельдорфа), где они и встретились с кёльнским архиепископом. Анно пригласил одиннадцатилетнего правителя посетить роскошный корабль. То, что пережил тогда мальчик, описал летописец Ламперт Герсфельдский:

Едва ступив на судно, он был окружён приспешниками Анно, а часть из них налегла на весла изо всех сил — да так, что в мгновенье ока корабль оказался в самом центре реки. Король, растерявшись от неожиданности, не мог решить иначе, что его хотят лишить короны и жизни, и бросился в реку, где едва не утонул, — не приди ему на помощь граф Экберт [Экберт Брауншвайгский], который прыгнул вслед и спас от верной гибели, вытащив обратно на корабль.

Анно отвез короля в Кёльн, где шантажом вынудил его мать выдать императорские инсигнии. Так государственная власть перешла в руки заговорщиков, к которым — помимо уже упомянутых Анно Кёльнского и графа Экберта Брауншвейгского — принадлежали также Оттон Нортхеймский, архиепископы Зигфрид Майнцский и Адальберт Бременский. Оба прелата, Анно и Адальберт, использовали своё новое положение для собственного обогащения. Молодому королю оставалось лишь наблюдать, как светские и духовные князья бессмысленно пускают на ветер государственную казну. Несомненно, все эти события оказали сильное влияние на формирование характера и поступки будущего императора. Ждать осталось недолго.
29 марта 1065 года Генрих был посвящён в рыцари и, следовательно, признан совершеннолетним. Пятнадцатилетний юноша собрался немедленно обратить свой меч, которым его только что опоясали, против архиепископа кёльнского. Определенно, Анно должен был каждую мессу молиться за Агнессу, которая удержала своего сына от слепой мести и убийства. Генрих ограничился тем, что вернул себе верховную власть. При этом Адальберт Бременский, сообщник Анно, стал ближайшим советником Генриха. Однако уже в 1066 года на рейхстаге в Трибуте Анно и Зигфрид Майнцский потребовали от князей изгнать Адальберта Бременского из страны, что и было сделано. Не исключено, что Анно рассчитывал таким образом занять место советника короля, однако этого не произошло. Никакого влияния на короля Анно Кёльнский в дальнейшем не имел.

### Саксонская война (1073—1075 годы)

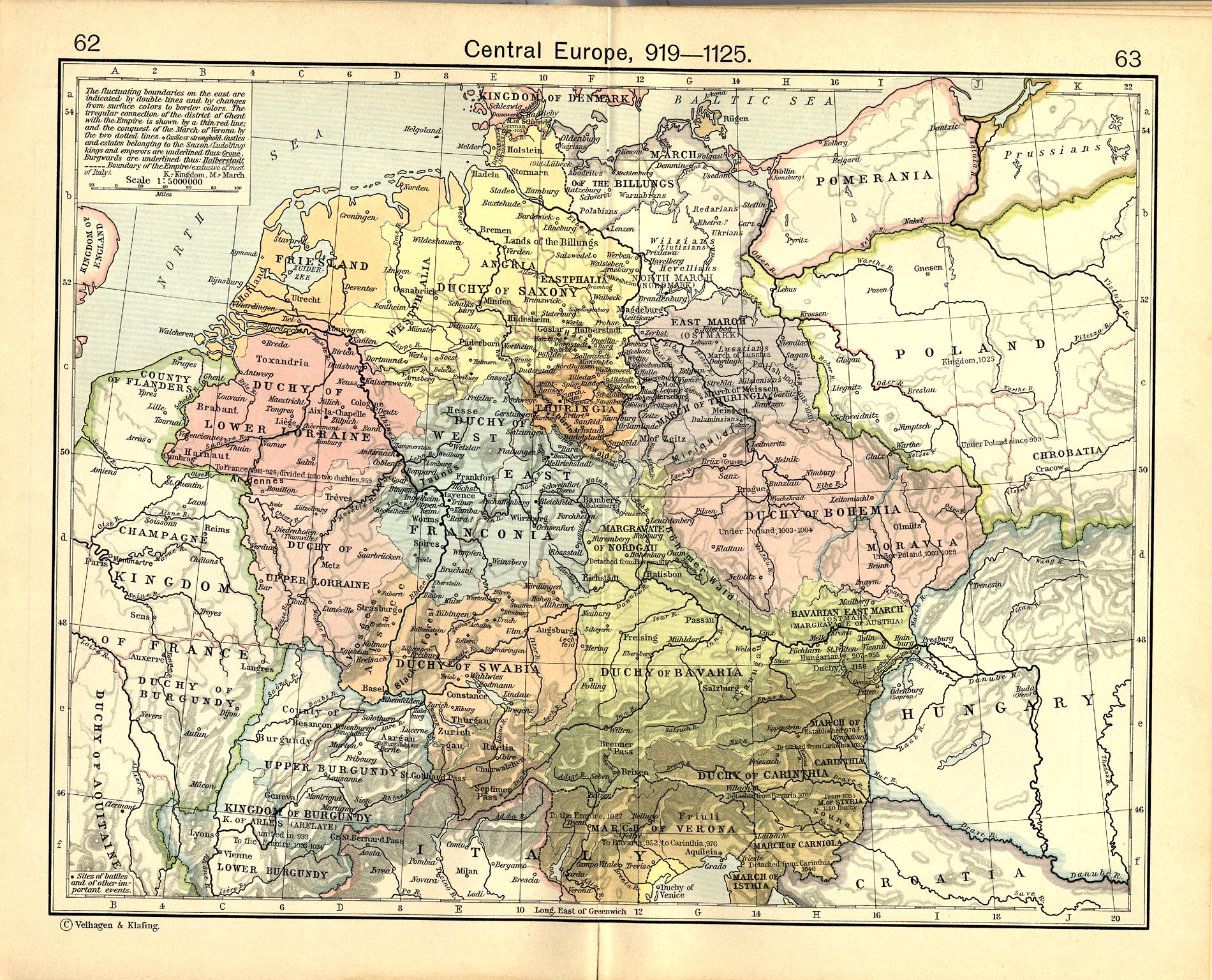
Центральная Европа. 919—1125

Получив реальную власть, Генрих — по совету Адальберта — начал собирать потерянные в период регентства немецкие земли в районе горного массива Гарца (территория современной Нижней Саксонии, Саксонии-Анхальта и Тюрингии). В период с 1065 по 1074 год он заложил несколько городов, куда приглашал министериалов из Швабии, рассматривая их как главную опору в дальнейшей борьбе за возврат потерянных земель и объединение королевства.
Местное население между тем было недовольно политикой короля, упрекая новых хозяев в нарушении прав и притеснениях. Дворянство Саксонии не упустило своего шанса и, объединившись с возмущёнными крестьянами и горожанами, потребовало от короля вернуть все владения. Генрих отказался. В Саксонии, а затем Швабии, Каринтии и Баварии вспыхнули восстания. Летом 1073 года саксонцы под предводительством Отто Нортхаймского и епископа Бурхарда II Хальберштадского взяли в осаду Гарцбург, где находился император. Генриху удалось бежать из осажденного города и укрыться в Вормсе. Он был вынужден признать требования восставших и согласиться на мирный договор, который и был заключён 2 февраля 1074 года. Однако саксонцы учинили грабежи и убийства в захваченном Гарцбурге, после чего конфликт разгорелся с новой силой. Император собрал войско и 9 июня 1075 года при Гомбурге на реке Унструт дал сражение, в котором разбил саксонцев.

### Конфликт с Ватиканом
Конфликт Генриха с папой Григорием VII, известный также как «борьба за инвеституру» (1077—1080) стал самым опасным и долгим из конфликтов Европы XI в., угрожавшим самому существованию католической церкви. Конфликт завершился Вормсским конкордатом (1122).

#### Предыстория
Низложение в 1045—1046 годах Генрихом III пап римских Бенедикта IX, Григория VI и Сильвестра III (синоды в Сутри и Риме) и выбор папой епископа Судгера из Бамберга (Климента II) стало началом преобразования института папства. На первый план вышла борьба с симонией, которую Папы-реформаторы рассматривали в качестве основной задачи в контексте церковной реформы. Понятие «симония», введённое в оборот Гумбертом из Сильвии Кандиды и изначально понимаемое как продажа духовных инсигний и должностей за деньги, позже стало включать в себя и продажу земельных владений (ленов) в обмен на церковную должность. На многочисленных синодах от духовенства неоднократно требовалось ни в коем случае не раздавать должности ни за подаренные, ни за купленные лены. Кроме того, в середине XI века духовенство обратилось к идеалам бедности и чистоты в апостольском смысле, — в этот период был введён институт целибата, который автоматически упреждал возможность передачи земель по наследству.
Реформаторы сравнивали ленную инвеституру с симонией по двум причинам: во-первых, церемония инвеституры представляла собой ритуал, во многом аналогичный церемонии передачи ленов; во-вторых, просматривались явные параллели в назначениях клириков в церквях, при которых владелец земель автоматически рассматривался и как единственный владелец церкви в своих владениях, который назначал не только на светские, но и на духовные должности. Соответственно, в архиепископствах и епископствах избранным кандидатам епископское кольцо и посох вручал король, во время т. н. процедуры «Инвеститура с кольцом и посохом».

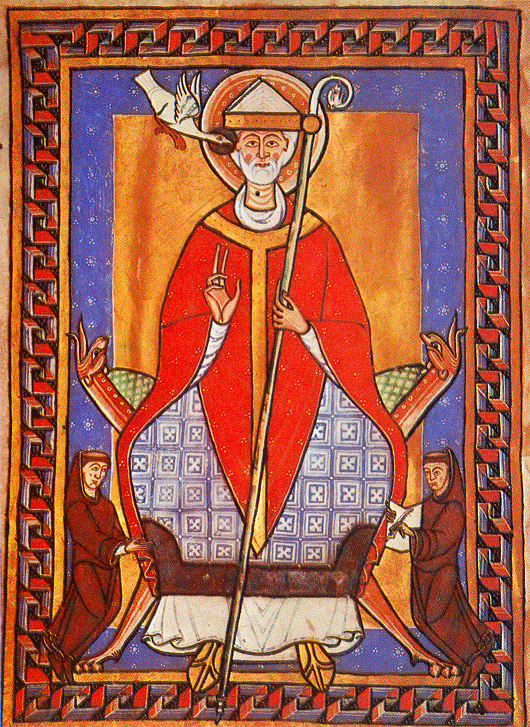
Папа Григорий VII

Ситуация обострилась, когда Генрих IV решил назначить миланским епископом отлучённого от церкви Папой Александром II клирика. Милан на тот момент являлся родиной религиозного радикального движения «Патария», руководитель которого, рыцарь Эрлембальд, наперекор решению короля возвел в сан епископа собственного ставленника Аттона.
После смерти Эрлембальда Генрих, вопреки своим обещаниям, посадил в сентябре 1075 года на епископский престол в Милане Тедальда и, кроме того, двух епископов в Сполето и Фермо. В ответ на это на синоде в Риме Григорий VII огласил содержание Dictatus рарае, где утверждал примат духовной власти над светской и, кроме того, послал королю гневное письмо, в котором в резких выражениях потребовал от императора послушания:

Епископ Григорий, раб рабов Божиих, королю Генриху апостольское благословение — при условии, что он повинуется Святому Престолу, коль скоро он себя причисляет к королям христианским!

С этого противостояния начались отношения между двумя яркими историческими личностями — Генрихом IV и Григорием VII.

#### Вормсский рейхстаг (январь 1076 года)
В январе 1076 года в Вормсе император Генрих собрал епископов на рейхстаг. Большинство немецких и ломбардских прелатов объявили о непослушании Папе Григорию и объявили его низложенным. Поскольку епископы и архиепископы ощущали себя не только духовными лицами, но и одновременно имперскими князьями, наделёнными почётными привилегиями, в желании Папы распределять церковные должности они увидели непосредственную угрозу и для себя, и для государственно-церковной системы, которая начала формироваться ещё при саксонской династии, а также угрозу государственной власти. В Вормсе 24 января было составлено ответное письмо Григорию с требованием покинуть папский престол.
В качестве законного обоснования указывалось, что Григорий был избран не легитимным путём — не соответственно закону об избрании Пап, установленного в 1059 году, но римским народом. Кроме того, Генрих как патриций Рима имел право назначать Папу или, по крайней мере, утверждать вновь избранного кандидата. Этого, однако, не произошло. Вдобавок, — прибавил в письме Генрих, — Григорий нарушил клятву никогда не избираться в Папы и, как известно, имел доверительные отношения с женщинами.
Генрих, не по узурпации, но по священной воле Божией король, — Гильдебранду, не папе, но вероломному монаху. […] Это приветствие ты заслужил, сеятель вражды, ты, кого проклинают, — вместо того, чтобы благословлять в каждой святой обители и церкви… Архиепископов, епископов и священников ты попираешь, словно рабов, лишённых воли… Христос призвал нас на трон империи, но не тебя на папский престол. Ты занял его хитростью и обманом, презрев свои монашеские обеты, ты с помощью золота приобрёл покровителей, с помощью покровителей — войско, и с помощью войска — престол мира, и, заняв его, ты нарушил мир…[…] Я, Генрих, милостью Божьей король, со всеми нашими епископами взываю к тебе: «Пади, пади!»

#### Хождение в Каноссу (25 января 1077 года)

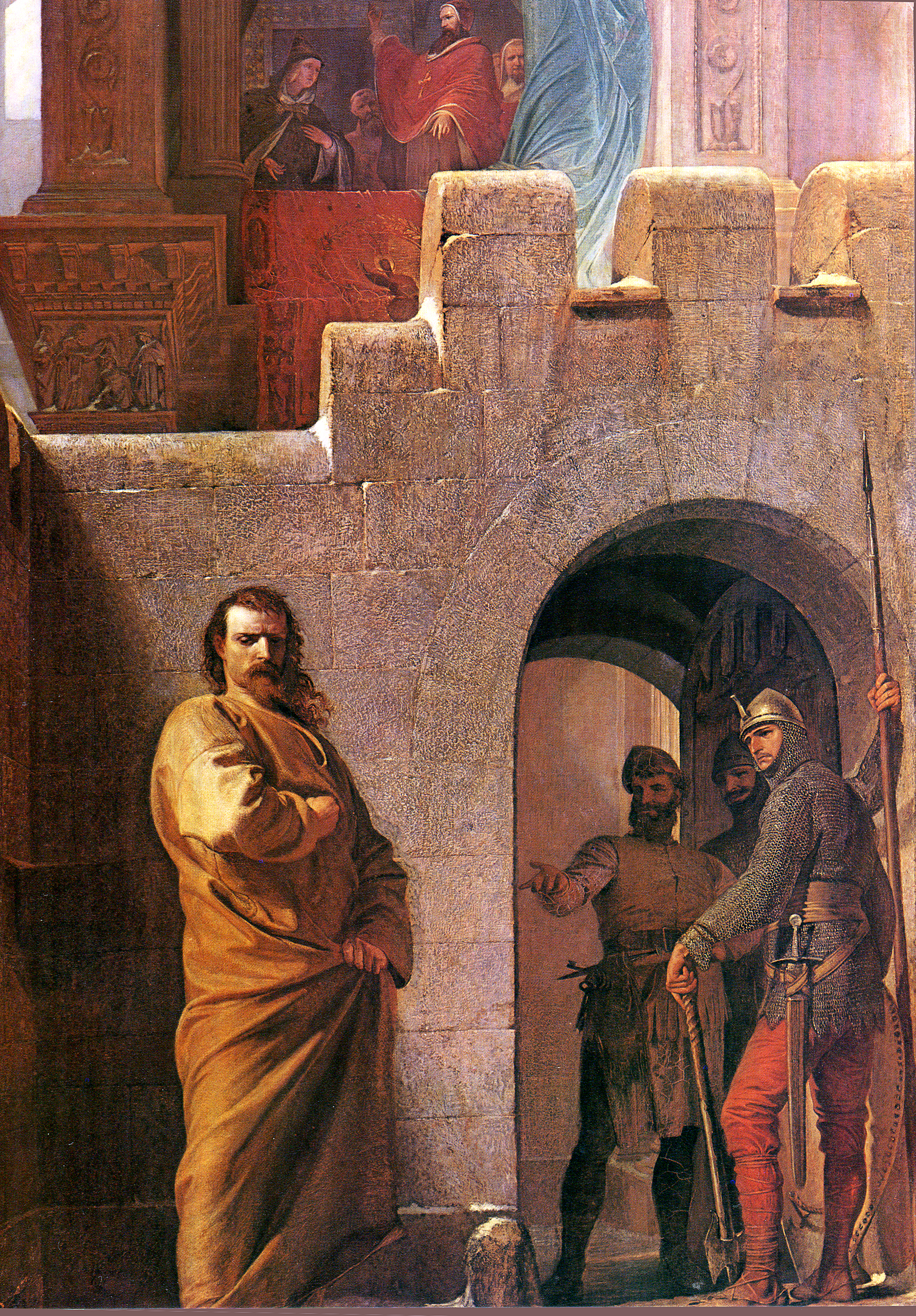
Генрих IV в Каноссе

Генрих обращается к Матильде Тосканской и Гуго Клюнийскому за помощью

Ответ Григория VII не заставил себя ждать. На Синоде в Риме он объявил о низложении Генриха и его отлучении от церкви, обосновав это тем, что Генрих восстал против Церкви и потому не может быть королём. И добавил: те же, кто откажут в послушании папе римскому как представителю Бога на земле и продолжат общение с отлучённым правителем, будут лишены всех властных полномочий. Таким образом, все подданные Генриха были освобождены от присяги на верность, которую они принесли ему ранее.
После отлучения Генриха многие немецкие князья, бывшие ранее его сторонниками, отступились от него и потребовали на государственном собрании в Требуре в октябре 1076 года разрешить возникшую проблему до февраля следующего года. Было решено, что 2 февраля 1077 года в Аугсбурге должны будут состояться выборы нового императора, на которые, возможно, прибудет и папа Григорий. У Генриха оставалось всего три месяца, чтобы совершить невозможное. В декабре 1076 года низложенный король отправился с небольшим количеством сопровождающих через заснеженные Альпы в Италию. Враги пытались его задержать, заблокировав горные переходы. Генриху пришлось идти в обход, через Бургундию, теряя на дорогу драгоценные дни.
Григорий же, опасаясь появления в Италии не только Генриха, но и всей немецкой армии, вернулся в хорошо укреплённую крепость в Каноссе, принадлежавшую его стороннице маркграфине Матильде Тосканской. Узнав об этом, Генрих договорился с Матильдой и своим крестным отцом Гуго из Клюни, чтобы они устроили ему встречу с Папой. В торжество обращения св. Павла, 25 января 1077 года, Генрих босиком во власянице стоял под стенами Каноссы, ожидая решения Григория. Оно последовало лишь через три дня: 28 января Григорий, к разочарованию германских князей, которые уже мысленно короновали своего ставленника, снял опалу со своего противника.

### Первые антикороли
И действительно, оппозиция не собиралась сдавать свои позиции. Уже 15 марта 1077 года в Форхайме, в присутствии папских легатов, Генрих вновь был объявлен низложенным, а антикоролём был избран Рудольф Райнфельденский. 26 марта состоялось его помазание на царство. В присутствии князей, которые возвели его на трон, Рудольф поклялся ни в коем случае не прибегать к практике симонии. Кроме того, он должен был уступить князьям право выбора своего преемника, что прервало бы сложившуюся традицию наследования трона по крови.
Генрих IV, восстановленный в своих законных правах, по-прежнему опирался на мелкопоместное дворянство, министериалов и имперские города, которым он даровал различные привилегии. Продвижение по социальной лестнице изначально несвободных министериалов вызвало возмущение среди князей. На стороне Рудольфа в оппозиции Генриху оказались преимущественно светские имперские князья. Папа же, по соглашению в Каноссе, первое время придерживался нейтралитета.
Для начала Генрих объявил Рудольфа вне закона. Это произошло в июне 1077 года, то есть спустя пару месяцев после избрания Рудольфа.
Покинув в итоге Италию, Генрих въехал в Германию, где к нему начали стекаться его сторонники. В ответ на это Рудольф двинулся к Генриху IV уже во главе саксонской армии. Осадив Вюрцбург, Рудольф отступил опасаясь армии Генриха. Противники встретились 7 августа 1078 года на поле под Мелльрикстадтом. Архиепископ Магдебургский был убит во время сражения, архиепископы Майнцкий и Вормсский попали в плен к королю. Был также взят в плен герцог Саксонский Магнус. Тем не менее, Генрих первую битву проиграл. Как и вторую, которая произошла 27 января 1080 года под Флархгаймом. Однако в третьей битве у Вайсе-Эльстере, в окрестностях Хоэнмёльзена, Рудольф потерял правую руку и получил тяжелое ранение в живот. Спустя сутки, 15 октября 1080 года он скончался.
Мятежникам пришлось приложить немало усилий для поиска новой кандидатуры на должность антикороля. Потребовалось не менее года, чтобы князья сошлись на фигуре Германа Зальмского, который в 1081 году был выбран в Оксенфурте антикоролём саксонцами и швабами и 26 декабря коронован в Госларе архиепископом Зигфридом I Майнцским. По возвращении из Италии Генрих вместе с войском тут же направился наводить порядок в Саксонии. Ему удалось продвинуться до Магдебурга. Герман бежал в Данию, не приняв битвы, вернулся оттуда и в 1086 году, вместе с герцогом Вельфом IV, напал на императора под Плайхфельдом на Майне (битва произошла 11 августа 1086 года), а затем осадил Вюрцбург. Для его освобождения с большим войском пришёл император, но саксонские мятежники, обратив короля в бегство, взяли город. На этом его роль в истории заканчивается. В 1088 году Герман Зальмский вернулся в свои владения, где в сентябре того же года бесславно погиб в междоусобной войне.
Экберт Мейсенский, оставшийся самым серьёзным противником императора среди саксонской знати, попытался продолжить борьбу. В декабре 1088 года Экберт нанес Генриху, осаждавшему замок Глейхен в Тюрингии, тяжелое поражение. Император бежал и едва успел укрыться в Регенсбурге. В 1089 году маркграф Экберт осадил Хильдесхайм, где после долгой осады захватил в плен епископа Удо. 1 февраля 1089 года на рейхстаге в Регенсбурге было объявлено о том, что все владения Экберта конфискованы. Экберт, вынужденный бежать, не сдавался, планируя вновь выступить против императора. Но 3 июля 1090 года он был вероломно убит на мельнице в Склихе.

### Походы Генриха в Италию

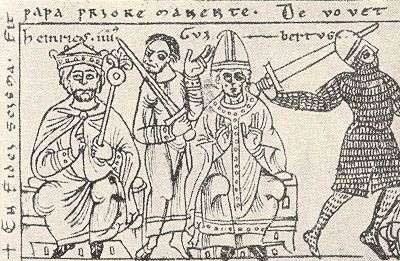
Антипапа Климент III (в центре) и Генрих IV(слева)

В марте 1080 года Григорий VII вновь отлучил короля, который выдвинул в качестве кандидата на папский престол архиепископа Виберта из Равенны, взявшего имя Климент III. Виберт был избран немецкими и ломбардскими епископами 25 июня 1080 года.
В это время немецкое общество раздирали глубокие противоречия. Одновременно с королём Генрихом правил антикороль Рудольф, одновременно с Папой Григорием — антипапа Климент. В герцогствах шла ожесточённая борьба за власть. После того, как Генрих победил Рудольфа, он направился в Рим, чтобы оказать помощь своему ставленнику. С первой попытки обосновавшись в Риме в 1083 году, ему всё же пришлось трижды осаждать город, пока он, наконец, смог занять его в марте 1084 года. В перерывах между осадами Генрих должен был то и дело возвращаться в Северную Италию — как для защиты районов, находившихся под покровительством императора, так и для борьбы с Матильдой Тосканской, доверенным лицом Григория и главным соперником императора в этой части Италии.
После взятия Рима Климент III был возведён 24 марта 1084 года на папский престол. Это событие стало началом новой схизмы, которая длилась до 1111 года — конца правления антипапы Сильвестра IV.
Неделю спустя, в пасхальное воскресенье 31 марта 1084 года Климент III короновал Генриха и его супругу Берту императорской короной. Григорий VII в это время смог укрепиться в Замке Святого Ангела и рассчитывал на вмешательство норманнов, которые под предводительством Роберта Гвискара и при поддержке сарацин двигались в сторону Рима. Войско Генриха, серьёзно ослабленное и не имеющее возможности оказать сопротивление, было вынуждено отступить. Норманны освободили Григория, разграбили и подожгли Рим. Гнев римлян против союзников папы римского был так велик, что Григорий VII, опасаясь нового восстания горожан, бежал в Салерно, где умер 25 мая 1085 года. После смерти Григория VII место на Святом престоле пустовало почти два года.

Карта Италии и Иллирии. 1084 г.

Непосредственно после коронации Генрих покинул Рим и двинулся на Аугсбург, где ему удалось вновь укрепить свои позиции. Благодаря грамотному использованию инвеституры он вновь создал опору в лице епископов.
30 мая 1087 года Генрих короновал своего старшего сына Конрада в Ахене, дав ему титул король Германии и сделав его официальным наследником.
Супруга Генриха королева Берта умерла 27 декабря 1087 года.
16 сентября 1087 года умер папа Виктор III и в марте 1088 года на папский престол под именем Урбана II был избран француз, бывший настоятель Клюнийского аббатства и папский легат в Германии с 1084 года, который возобновил борьбу с теми же идеями и рвением, что и Григорий VII.
14 августа 1089 года в Кёльне состоялось бракосочетание Генриха с вдовой маркграфа Северной марки Генриха фон Штаде, дочерью киевского князя Всеволода I Ярославича Евпраксией, после обращения в католичество принявшей имя Адельгейда. По мнению немецкого историка Герда Альтхоффа, брак Адельгейды и Генриха преследовал своей целью укрепить связи императора с саксонской династией. Новобрачной предназначалась роль заложницы, что для своего времени было широко распространенной практикой, позволявшей укрепить и обезопасить заключенный политический союз.
В этом же году была отпразднована ещё одна свадьба: Матильды Тосканской и Вельфа, сына баварского герцога Вельфа I. Брачный союз привел к концентрации власти на юге Германии и севере Италии в руках противников императора. Это была серьёзная угроза для Генриха и он должен был её устранить. В 1090 году он вновь вернулся в Италию, чтобы вмешаться в борьбу между Климентом III и преемником Григория VII Урбаном II. Накануне Пасхи 1091 года Генрих IV захватил Мантую и повернул своё войско в сторону Каноссы.
Здесь фортуна отвернулась от императора: герцог Вельф I заблокировал переходы через Альпы так, что на этот раз Генрих оказался в окружении в Вероне и в течение трех лет, с 1093 по 1096 год, не мог вернуться в Германию. Его сын Конрад в 1093 году примкнул к Папе и его сторонникам. Вторая супруга императора, Адельгейда, которую Генрих обвинил в сексуальных прегрешениях и упрятал в тюрьму, смогла сбежать от него в 1094 году к Матильде Тосканской. На синодах в Констанце и Пьяченце (1094 и 1095) Адельгейда свидетельствовала против Генриха, обвинив его в принуждении к супружеским изменам, в частности, к сожительству со старшим сыном Конрадом. Папа Урбан II вновь предал Генриха анафеме.
Генрих был в полном отчаянии. Бернольд Констанцский в своей хронике сообщает, что он почти решился на самоубийство и только неожиданно распавшийся брак Матильды и Вельфа вдохнул в него надежду. Благодаря связям в Падуе Генрих IV объединился с Вельфами, которые вернули ему Баварию, и в 1097 году император торжественно праздновал Троицу в Регенсбурге.

### Внутриполитическая деятельность Генриха IV
Вся жизнь Генриха, наполненная постоянной борьбой, отражает внутреннюю противоречивость его характера. Уже для своих современников он был жестоким и вероломным, грубым и распутным и, в то же время, милосердным королём, проявлявшим сострадание и заботу к бедным и евреям. Последующие поколения не раз задавались закономерным вопросом: было ли хождение в Каноссу государственной изменой или же хитро рассчитанным ходом для сохранения власти?…
Без сомнения, Генрих IV был прагматичным политиком. Уже с раннего детства он осознавал своё королевское призвание и рассматривал его — согласно политическим представлениям своего времени — как данное Богом. Этого было достаточно, чтобы вступить в противостояние с Григорием VII, который в Dictatus Papae попытался потеснить императора и поставить себя во главе мирового порядка. Очевидно, что две эти идеи не могли существовать одновременно, как не могли найти и компромисс их носители — император и папа римский. Высшей точкой противостояния стало отлучение Генриха IV. Дальнейшее развитие борьбы за власть привело — хотя ни Генрих, ни Григорий и предположить этого не могли — к отделению государства и церкви.
Время правления Генриха IV ознаменовалось попытками светских князей оспорить королевскую власть. Затяжное противостояние с Саксонией и, одновременно, с южнонемецкими герцогствами и, наконец, борьба с антикоролём — вот основные события второй половины XI века. Генрих не позволил вести себя на поводу князей, замахнувшихся на верховную власть, в ответ сформировав вокруг себя доверенный круг министериалов, на которых и опирался. Этим политическим актом Генрих IV легитимировал возвышение когда-то несвободных людей, получивших новый социальный статус и политическое влияние. Взамен он мог рассчитывать на полную лояльность своего окружения. Дополнительно Генрих опирался на стремительно растущее влияние городов, — таких как Шпайер, Вормс, Гослар, Хальберштадт и Кведлинбург. Содействие изначально несвободных министериалов и процветающих городов встретило у князей мощное противодействие и было одной из предпосылок для создания сильной оппозиции.
Ещё одна тенденция, с которой активно боролся Генрих IV, — тенденция к территориальной раздробленности империи. В своем стремлении укрепить центральную власть Генрих смог не только предотвратить распад государства на удельные княжества, но и обеспечить государственной церкви роль защитницы центральной королевской власти. Однако в долговременной перспективе избежать территориальной раздробленности ему не удалось.

#### Строительство при Генрихе IV

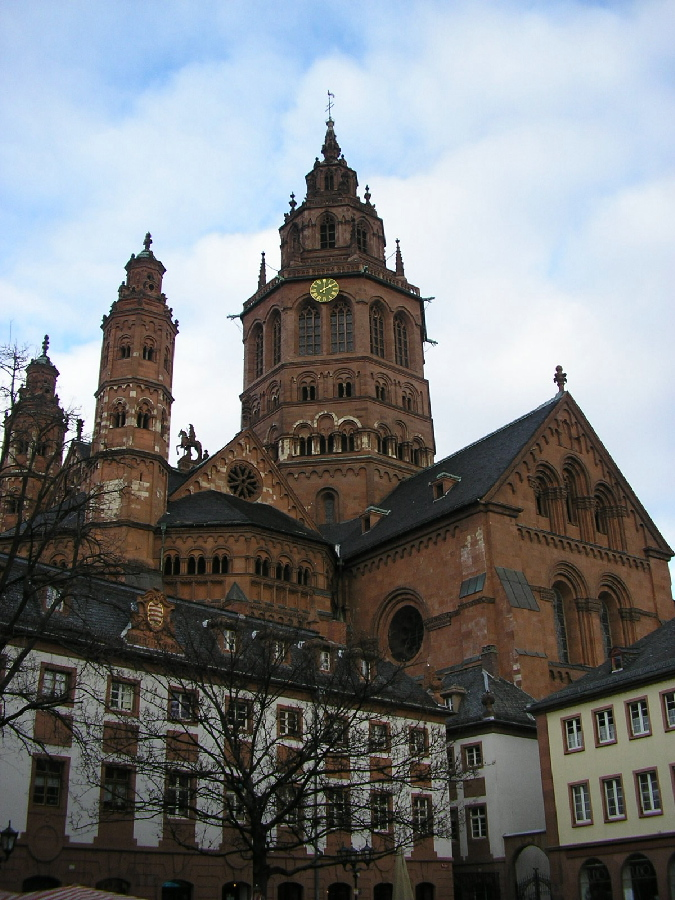
Майнцский собор

Не менее яркий след в истории Генрих IV оставил и благодаря возведению новых соборов, замков и городов. Уже в середине 1060-х, получив реальную власть, он подготовил программу строительства, благодаря которой в Саксонии и Тюрингии было построено много замков. Ламперт Герсфельдский упоминает только шесть — Виганштайн (Wigantestein), Мозебург (Moseburg), Заксенштайн (Sachsenstein), Шпатенбург (Spatenburg), Хаймбург (Heimburg) и Хазенбург (Hasenburg), из которых не все сохранились до нашего времени.
Огромное значение для салической династии имел кафедральный собор в Шпайере, который заложил в 1030 году Конрад II, а освятил в 1061 году его внук, Генрих IV. Накануне решающей битвы с Рудольфом Райнфельденским 14 октября 1080 года Генрих преподнес Собору щедрый дар, который сопроводил следующим посланием:

…под твою защиту, Мария Дева, прибегаем мы в церкви Шпайера. (…) Этой церкви обязаны мы спасением души нашего отца и деда, императора Конрада и Генриха, и императрицы Гизелы, которые здесь покоятся (…), и спасением нашей души.

После благополучного исхода битвы Генрих взялся за возведение новых соборов с удвоенной энергией. Предположительно в это время у него созрело решение преобразовать шпейерский кафедральный собор в императорский (нем. Kaiserdom), который должен был подтверждать величие его императорского титула. В последние годы своей жизни он начал возводить собор в Майнце. Однако увидеть воплощение своей идеи в камне Генрих не успел: строительство соборов как в Шпайере, так и в Майнце было окончено уже после смерти императора.

#### Защита еврейских общин
В 1090 году Генрих IV впервые выдал охранные грамоты двум еврейским общинам в Вормсе и в Шпайере. Привилегии определяли права евреев, — в частности, оговаривали неприкосновенность их жизни и собственности, предусматривали экономические свободы и беспрепятственное отправление религиозных обрядов. Также евреи имели право устанавливать и руководствоваться собственными юридическими нормами в пределах своей общины; дополнительно был определен порядок рассмотрения судебных споров для разрешения разногласий между иудеями и христианами. Вормсских евреев, кроме того, Генрих IV взял под свою личную защиту, а общину в Шпейере передал под защиту местных епископов.
«... Сломав засовы и двери, они [крестоносцы] убили до семисот захваченных [ими евреев], тщетно сопротивлявшихся против превосходных сил; равным образом убивали женщин, маленьких детей, не различая возраста и пола... 
Иудеи, видя, что христиане как враги поднялись против них и их детей и не щадят ни старых, ни малых, обратились против самих себя и своих единоверцев, сыновей, жён, матерей и сестёр и перебили друг друга взаимным убийством. Матери... перерезывали горло младенцам, других закалывали, предпочитая губить их собственными руками, чем отдать в жертву мечу иноверцев... 
Они [крестоносцы] уничтожили [иудеев] жестокой резнёй более из жадности к деньгам, чем по Божьему правосудию...»
Вормсские и шпейерские привилегии оказались революционными для своего времени — ранее никто из императоров не брал под личную защиту религиозные меньшинства, — и, действительно, в определенной мере помогли защитить еврейские общины. Так, например, отряд крестоносцев, отправляясь в Первый крестовый поход, почти полностью истребил местную общину во французском Руане, однако их предводитель Готфрид Бульонский не смог реализовать угрозу «отомстить евреям за кровь Иисуса» в Германии: Генрих надавил на него так, что Готфрид даже согласился взять под свою защиту еврейские общины Кёльна и Майнца. (Своё обещание Бульонский дал после того, как получил от евреев этих городов в «подарок» 500 серебряных марок). Сдержанно на территории Германии вел себя и другой предводитель крестоносцев, Пётр Амьенский: войдя со своим отрядом в Трир в апреле 1096 года, он обошёлся без антиеврейской агитации и ограничился взиманием с еврейской общины продовольствия для крестоносцев.
Насилию же менее дисциплинированного простонародья пытались противостоять епископы, которые — согласно все тем же императорским привилегиям — брали еврейские общины под свою личную защиту. Так, в Шпейере епископ выслал против погромщиков своих воинов, а горожанам, участвовавшим в беспорядках, велел отрубить руки. Спасая евреев от дальнейших бесчинств, епископ укрыл их в своем замке. Часть еврейской общины Вормса также укрылась в замке епископа, что, впрочем, не спасло её членов от преследований: войдя в город, крестоносцы распустили слух об убийстве евреями христианина и спровоцировали погром. Лишь немногие евреи предпочли спастись вынужденным крещением, большинство погибло от рук крестоносцев или покончило жизнь самоубийством.
Вернувшись из Италии, Генрих IV позволил в 1097 году всем насильственно крещенным евреям вернуться в иудаизм. Спустя шесть лет, в 1103 году император собрал в Майнце своих вассалов и вместе с ними принял торжественную присягу соблюдать «земский мир» (нем.: Landfrieden), одним из условий которого была защита жизни евреев.

### Противостояние с сыновьями

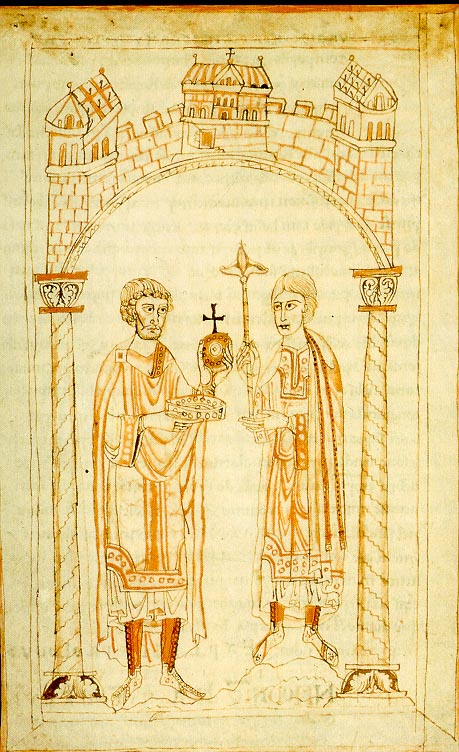
Передача инсигний Генрихом IV (слева) Генриху V

По возвращении в империю Генрих первым делом низложил своего мятежного сына Конрада, короновав 12-летнего Генриха соправителем, взамен взяв с него обещание никогда не восставать против отца. Конрад же был коронован папой Урбаном II в Милане и вместе с ним в 1095 году принял управление Кремоной. Однако вся его деятельность в Италии была неэффективной: Конрад очень быстро потерял даже то небольшое влияние, которое имел, был смещён Урбаном II и умер во Флоренции в июле 1101 года. После смерти Урбана II папой был избран в августе 1099 года Пасхалий II. На синоде в 1102 году он снова отлучил Генриха IV от церкви.
Однако и второй сын, Генрих, принес императору разочарования. Во время похода Генриха IV в Саксонию против графа Дитриха, нарушившего постановление о мире от 1103 года, молодой Генрих в ночь на 12 декабря 1104 года тайно покинул войско, отправился в Баварию и тем самым вынудил императора вернуться. Генрих-младший отрёкся от отца, опасаясь, что папа римский откажется короновать сына трижды преданного анафеме императора. Как и старший брат, молодой Генрих также примкнул к сторонникам папы римского, после чего получил заверение нового папы, Пасхалия II, что коронация состоится. В начале 1105 года молодой Генрих добился освобождения себя от клятвы верности, данной отцу, не отказавшись при этом от права инвеституры. Восстание быстро распространилось также в Саксонии и Тюрингии, но по военной силе Генрих IV всё ещё превосходил своего сына. В октябре 1105 года они встретились под Регенсбургом. Генриху-младшему удалось склонить часть императорского войска к измене и тем самым предотвратить сражение.
На рейхстаге, который молодой Генрих созвал на Рождество 1105 года в Майнце, этот конфликт должен был разрешиться в присутствии папских легатов. Император был намерен лично отстаивать здесь своё право и отправился из Кёльна на юг. Чтобы воспрепятствовать появлению отца перед князьями, Генрих-младший выступил ему навстречу. Гарантировав свободный проезд, Генриху V удалось обмануть императора, заключить его под стражу в крепость Бёкельхайм (на юго-западе от Майнца) и вынудить передать имперские регалии. 31 декабря он принудил его к отречению, а 6 января 1106 года получил в Майнце императорские инсигнии и принял присягу верности от имперских князей.

### Последние дни Генриха IV

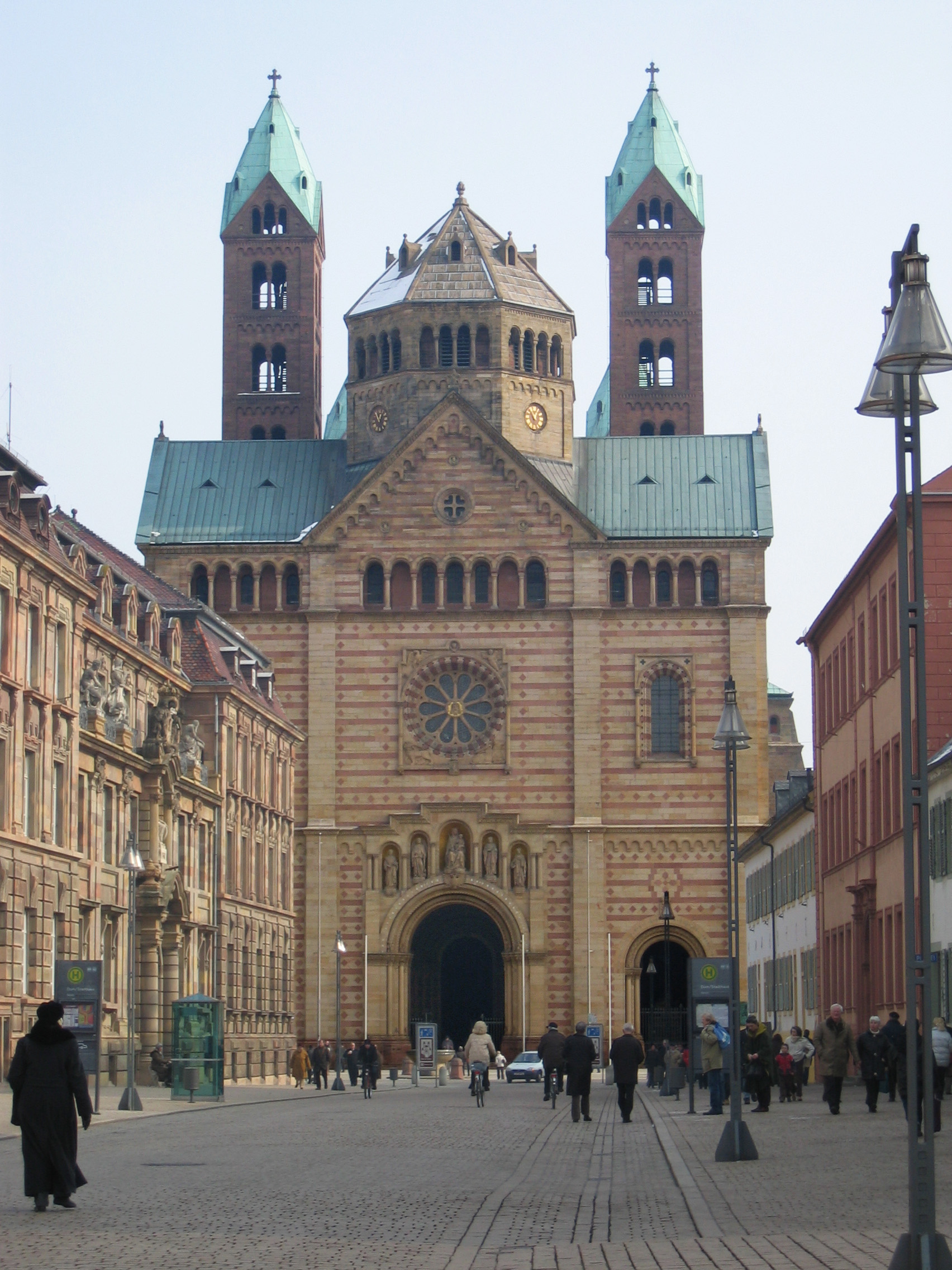
Шпайерский собор

После вынужденного отречения Генрих бежал из Ингельхайма в Кёльн и в конце концов прибыл в Льеж, где отпраздновал свою последнюю Пасху. Нижнелотарингский герцог Генрих, граф Готфрид Намюрский и епископ Отберт Льежский (Люттихский) хранили ему верность. Он также вошёл в сношения с Филиппом Французским. Генрих IV объявил недействительным своё отречение, исторгнутое у него частью хитростью, частью угрозами. Мощная поддержка, которую Генрих IV получил в Нижней Лотарингии, вынудила Генриха V отправиться туда, чтобы напасть на Льеж. В Чистый четверг 22 марта 1106 года его войска были полностью разгромлены у моста на реке Маас под Визе. Сильной базой для императора стал Кёльн, который Генрих V тщетно осаждал в июле 1106 года. Неожиданно для всех в июле Генрих IV заболел и 7 августа 1106 года скончался в возрасте 55 лет. Как символ прощения и примирения он послал своему сыну меч и кольцо — регалии императорской власти, которые оставались у него до последнего момента, отцовское благословение и просьбу похоронить его в Кафедральном соборе Шпайера, рядом со своими предками.
Однако изначально погребение состоялось в соборе Льежа. Епископ Отберт Льежский проводил императора в последний путь со всеми почестями. Немецкие прелаты протестовали и предали собор анафеме, объявив его оскверненным — оскверненным ровно до того момента, пока в нём находится тело отлученного от церкви короля. 3 сентября 1106 года состоялось перезахоронение в Кафедральном соборе Шпайера — уже по настоянию молодого императора Генриха V. Но и собор в Шпайере постигла та же участь. Гроб вторично перенесли, и на протяжении пяти лет тело Генриха покоилось в капелле св. Афра шпайерского Кафедрального собора.
Однако и капелла не стала последним и окончательным пристанищем беспокойного короля. В 1111 году Генрих V, во время встречи с Папой Пасхалием II в Риме, обратился к тому с просьбой посмертно снять анафему с отца и позволить похоронить его по церковным обрядам. Пасхалий пошёл навстречу и 7 августа 1111 года, в пятую годовщину смерти Генриха IV, гроб с его телом был в третий раз извлечён и торжественно перенесён в фамильный склеп. Последняя просьба Генриха IV была выполнена.

### Семья
- В 1055 году Генрих был обручён с Бертой Савойской, дочерью савойского графа Отто. 13 июля 1066 года состоялось их бракосочетание. Спустя три года Генрих попытался развестись под тем предлогом, что королева была слишком молода для брака. В ответ папский легат Петр Дамиани обвинил Генриха в безнравственности и просьбу последнего отклонил. Берта умерла 27 декабря 1087 года, родив Генриху пятерых детей:
  - Аделаида (1070 — 4 июня 1079)
  - Генрих (1/2 августа 1071 — 2 августа 1071)
  - Агнесса (1072/1073 — 24 сентября 1143) — 1-й брак (с 1086/1087) — герцог Швабии Фридрих I; 2-й брак: (с 1106) — маркграф Австрии Леопольд III
  - Конрад (12 февраля 1074 — 27 июля 1101), король Германии 1087—1098, король Италии 1093—1098
  - Генрих V (1081—1125) — император Священной Римской империи.
- 14 августа 1089 года Генрих женился на Евпраксии Всеволодовне (в католичестве Адельгейда), младшей дочери киевского князя Всеволода Ярославича, сестре Владимира Мономаха и вдове нижнесаксонского графа Генриха Длинного Штадского. В 1094 году она присоединилась к восставшим против императора мятежникам, обвинив Генриха в том, что он держал её в тюрьме, принуждал к участию в оргиях и чёрных мессах.

Брак Генриха и Адельгейды оказался бездетным и был расторгнут в 1095 году.

## В художественной литературе
- Александр Дюма-отец. Пракседа.
- Генрих IV фигурирует в историческом романе классика украинской литературы П. А. Загребельного «Евпраксия» (1975), посвященного трагической судьбе его второй жены, внучки Ярослава Мудрого — Евпраксии Всеволодовны.
- Генрих IV — один из главных героев исторического романа Михаила Казовского «Месть Адельгейды» (2005) — также посвященного трагической судьбе киевской княжны Евпраксии.